# Lomanoxia ovalis
Lomanoxia ovalis är en skalbaggsart som beskrevs av Schmidt 1911. Lomanoxia ovalis ingår i släktet Lomanoxia och familjen Aphodiidae. Inga underarter finns listade i Catalogue of Life.